# Ornette: Made in America
Pour plus de détails, voir Fiche technique et Distribution.
Ornette: Made in America est un documentaire américain de 1985 réalisé et monté par Shirley Clarke. Elle signe un portrait atypique d’Ornette Coleman, saxophoniste et musicien pionnier du free jazz.

## Description
Au milieu des années 1960, Shirley Clarke rencontre Ornette Coleman à Paris par l'intermédiaire de Yoko Ono. Peu de temps après, un producteur new-yorkais lui propose de réaliser un film sur Ornette. Ce premier projet échoue en 1969.
Kathelin Hoffman relance le projet en 1983, lors de l'inauguration du Caravan of Dreams Performing Arts Center à Fort Worth. Ornette Coleman est invité à se produire dans sa vile natale pour la première fois depuis 25 ans.  
Shirley Clarke monte d'abord le son du film. Elle ajoute ensuite les images.  Le concert Skies of America (en) qu'Ornette Coleman donne avec l'orchestre symphonique de Fort Worth, au Convention Center (en) sert de toile de fonds au film.
Le film est entrecoupé d'interviews, d'images d'archives et de séquences. Shirley Clarke utilise un casting de garçons pour les scènes de reconstitutions de l'enfance d'Ornette Coleman. Elle utilise également les effets stroboscopiques. Kit Fitzgerald est l'auteur des animations notamment les séquences où Ornette Coleman va sur la lune.
Sont inclus des interviews et des séquences originales de William S. Burroughs, Buckminster Fuller, Ed Blackwell, Robert Palmer, George Russell, John Rockwell, Don Cherry et Denardo Coleman (en).
En 2012, les films de Shirley Clarke sont restaurés. Ornette: Made in America est rediffusé en salle à cette occasion.

## Fiche technique
- Titre : Ornette: Made in America
- Titre original : Ornette: Made in America
- Réalisation : Shirley Clarke
- Production : Kathelin Hoffman
- Musique : Ornette Coleman
- Effets spéciaux : Kit Fitzgerald
- Montage : Shirley Clarke
- Pays d'origine : États-Unis
- Format : Couleurs - Mono
- Genre : documentaire
- Durée : 77 min
- Date de sortie : 1985

## Distribution
- Ornette Coleman
- John Giordano : chef d'orchestre
- Orchestre symphonique de Fort Worth (en)
- Prime Time (orchestre) (en) : Orchestre d'Ornette Coleman
- William S. Burroughs
- Brion Gysin
- Don Cherry
- Robert Palmer
- George Russell
- Denardo Coleman, fils d'Ornette Coleman
- James Clay (musicien) (en)
- Jayne Cortez
- Truvenza Leach, sœur d'Ornette Coleman
- Martin Williams, critique de jazz
- Charlie Haden
- John Rockwell
- Demon Marshall, Ornette enfant
- Eugene Tatum, Ornette enfant
- Bern Nix (en)
- Bob Bolen, maire de Fort Worth
- Dewey Redman
- Jamaaladeen Tacuma